# رابرت باربل
رابرت باربل (انگلیسی: Robert Barrable؛ زادهٔ ۱ سپتامبر ۱۹۸۷) راننده رالی اهل جمهوری ایرلند است. او در فصل ۲۰۱۳ در کلاس رالی قهرمانی جهان۲ مسابقه داده است.  او همچنین در مسابقات رالی بین قاره‌ای و مسابقات رالی قهرمانی اروپا شرکت کرده است.